# Kristo Ivanov
Kristo Ivanov, född 20 oktober 1937, är en svensk-brasiliansk informationsvetare och systemvetare av etniskt bulgariskt ursprung. Han är professor emeritus vid institutionen för informatik vid Umeå universitet i Sverige.

## Biografi
Ivanov föddes i Belgrad i kungariket Jugoslavien, men växte upp och utbildades i Italien och senare i Brasilien där han tog examen i elektronik vid Instituto Tecnológico de Aeronáutica. 1961 flyttade han till Sverige, där han arbetade som elektronikingenjör inom tele- och databranschen, med uppdrag i Frankrike och USA. 1972 tog han doktorsexamen i informatik vid Institutionen för data- och systemvetenskap vid Kungliga Tekniska Högskolan och Stockholms universitet med en avhandling om kvalitetskontroll av data och information. Han har genomfört vidare studier i nationalekonomi, företagsekonomi och statistik och tagit en examen i psykologi vid Lunds universitet.
Hans studie ledde till tjänster vid Stockholms universitet och Linköpings universitet. 1984 utnämndes han av regeringen till professor i informatik vid Umeå universitet. Han är sedan 2002 professor emeritus.
Från 1991 till 2004 var han vetenskaplig rådgivare till Socialstyrelsen. 1997 var han "tillträdande president" för ISSS, International Society for the Systems Sciences, en position som han senare var tvungen att avsäga sig på grund av andra krävande uppgifter.

## Forskning
I sin forskning och undervisning fokuserade Ivanov initialt på tillämpningen av systemteori på informationssystem och särskilt på praktiska problem med kvalitetskontroll av information i industriella databaser.
Mer specifikt fokuserade hans tidiga arbete på frågan om noggrannhet och precision hos databaser, då de är relaterade till systemutveckling och underhåll, där systemansatsen görs i termer av socialt inramade tekniska system, tänkt som en vidareutveckling av "Berkeley-skolan" enligt tradition utformad av professor C. West Churchman(en).
Följande är några anmärkningsvärda idéer i Ivanovs arbete som så småningom leder till etiska och teologiska organisatoriska frågor med konsekvenser för praktiska tillämpningar. För att förtydliga dessa idéer kommer de att illustreras med hänvisningar till Ivanovs eget arbete och till litteratur som de bygger på.

### Kvalitetskontroll av information
"Kvalitetskontroll av information" var ämnet för hans doktorsavhandling 1972. Hans arbete resulterade i utökade definitioner av informationsnoggrannhet och precision, som är grundade i vetenskapsfilosofin, särskilt teori om mätning eller metrologi (mätteknik), och dess svårfångade men extremt viktiga felbegrepp för att göra de är tillämpliga på tekniska system som är inramade i ett socialt sammanhang. Kvaliteten på data ses då som graden av överensstämmelse mellan bedömningar av data som erhållits efter periodiska övervakade förhandlingar i samband med största möjliga oenighet. För detta ändamål vidgades definitionen av själva data, dvs. dataelement och datastrukturer i ett systemsammanhang, för att uppfatta data som information och kunskap.
Denna del av Ivanovs arbete är parallell, och kan ses som ett teoretiskt bidrag till grupptänkande, till folkmassornas visdom och själva Wiki-idén. Det krävde dock vissa reservationer för problem inom socialpsykologi som antyds av studiet av populärsinnet. Dess slutsatser förefaller vara relevanta även för allmän datakvalitet, informationskvalitet, noggrannhet och precision och kontroll av kontroll, det teoretiska ramverket för demokratisk säkerhet och revision av revision vars betydelse blir uppenbar i tider av finansiell och politisk kris när systemiska begrepp om effektivitet och framsteg ifrågasätts. I synnerhet bidrog konceptet kvalitetskontroll av information till den teoretiska basen för den så kallade skandinaviska skolan för deltagande design som relaterad till datorstött kooperativt arbete genom att förankra den politiskt och ideologiskt motiverade aktionsforskningen som blomstrade på sjuttiotalet till en säker vetenskaplig uppfattning om information och system. Konceptet betonar den grundläggande rollen av oenighet och vad som i statistiken kallas för extremvärden. Genom att göra så redogör den för den sociopsykologiska och politiska personalistiska konflikten mellan individen och kollektivet.
Detta tidiga arbete var tänkt att avslutas med ett omfattande forskningsprogram om essensen av datorer som ses som en kapitalintensiv industriell förkroppsligande av de formella vetenskaperna logik, matematik och geometri. Syftet var att förstå varför och vart för formaliseringen av samhället som är gömd under en estetisk mask av audiovisuella och taktila grafiska gränssnitt och smart interaktion mellan människa och dator. En huvudfråga var om du skulle bry dig om vad som förutsätts och vad som händer när du trycker på knappen, tangentbordets tangent eller rör vid skärmen, samtidigt som du oskyldigt antar att du bara kommunicerar eller interagerar. Eller handlar det om naivt uppfattat förtroende? Forskningsprogrammet kunde inte förverkligas förutom för framtagandet och kartläggningen av en omfattande bibliografi som gjordes tillgänglig för forskarsamhället, samt några uppsatser som finns arkiverade i Internetarkivet. De innefattar en redovisning av arbeten som belyser en del av informatikens historia i Sverige, problem med svensk systemutveckling och rättssäkerhet samt grundläggande problem med avancerad artificiell intelligens.

### Hypersystem
Detta var en vidareutveckling av begreppet sociala system från Berkeleyskolan som nämnts ovan, med avsikten att förhindra att dess tillämpningar inom systemdesign reduktivt omvandlas till andra tillvägagångssätt såsom kommunikativ handling i den kantianska traditionen, deltagande design eller co-design i den liberala traditionen, konflikt i den marxistiska traditionen eller, på senare tid, fenomenologisk och postfenomenologisk postmodernism (och perspektivism, som i postmodern filosofi), sociala nätverk, aktör-nätverksteori (och dess "icke-modernism") och designesteticism.

### Säkerhet
Ivanov ser problemet med politisk makt som relaterat till integritet eller personlig integritet, yttrandefrihet, rättsstatsprincipen och etik, där konflikten mellan integritet och säkerhet, som påstås förmedlas av deltagande praxis, i termer av statsvetenskap skildrar en fruktlös och hopplös konflikt mellan socialistiska och liberala ideologier som saknar en "vertikal" andlig dimension.

### Kulturkritik
Under senare år övergick tyngdpunkten till att främja systemtänkandet inför samhällets upplevda kulturella förfall, med tonvikt på universitet och forskning. Detta är en kulturell kritik av otillräcklig användning av systemkonceptet såväl som kritik av vissa moderna och postmoderna trender inom forskning och utveckling av datortillämpningar, under beteckningar som kritisk teori, fenomenologi, design eller rent eklektiska ad hoc-teoretiska ramar. Ivanov uppfattar att de ofta missbrukas för att tona ned inte bara ekonomiska och politiska realiteter utan också, och främst, etiska problem. Hans kritik följer av hans sammanfattande uttalande om systemets framtid och dess begränsningar när teknik och vetenskap leder till filosofi och vidare till etik och teologi. Ivanov bedriver därför, som emeritus, forskning om aktuella trender inom informatik och vetenskap för att förklaras eller motverkas av en förståelse för gränssnittet mellan information, teknologifilosofi och teologi. I detta avseende, och med undantag för hans tillägg av teologi som han delar med West Churchman, kan Ivanov ses som arbetande längs en ström av tidigare kritik av datorkulturens ideologi. Ivanov är övertygad om nödvändigheten av ett uttryckligt förhållande mellan teologi och etik i systemfilosofi och systempraktik, för att undvika att teknologin förblir en "ursäkt för tvivelaktig etik" i de datorstödda edutainment- och finansiella spelen i välmående samhällen.

## Publikationer (urval)
Ivanovs publicering har (2024) enligt Google Scholar närmare 300 citeringar och ett h-index på 9. Nedan är ett urval av artiklar och böcker:
- 1972. Quality-control of information: On the concept of accuracy of information in data banks and in management information systems. Stockholms universitet och Kungliga Tekniska Högskolan. Doktorsavhandling.
- 1989. "Datortillämpningar och organisationssjukdom". I C. W. Churchman (Red.), The well-being of organizations (s. 283–312). Salinas, Kalifornien: Intersystems.
- 1991. "Kritiskt systemtänkande och informationsteknik". I: Journal of Applied Systems Analysis, 18, 39–55. Ursprunglig forskningsrapport.
- 1992. Proceedings of the 14th IRIS: Rev. papers of the 14th information systems research seminar in Scandinavia. Umeå-Lövånger, 11–14 augusti 1991. Umeå: Umeå universitet – Inst. av informationsbehandling. (ISSN 0282-0579.)
- 1993. "Hypersystems: A base for specification of computer-supported self-learning social systems"". I C. M. Reigeluth, B. H. Banathy, & J. R. Olson (red.), Comprehensive systems design: A new educational technology (sid. 381–407). New York: Springer-Verlag. (NATO ASI Series F: Computer and Systems Sciences, Vol 95.)
- 1995. "A subsystem in the design of informatics: Recalling an archetypal engineer". I B. Dahlbom (Red.), Den infologiska ekvationen: Uppsatser till Börje Langefors ära (s. 287–301). Göteborg: Göteborgs universitet, Inst. för informatik (ISSN 1101-7422).
- 1996. "Presuppositions in information systems design: From systems to networks and contexts?". I: Management and Information Technologies, omdöpt till Information & Organization, 5, 99–114.
- 1996. "Framtida grunder för undersökande system: Reformerad pragmatism eller andlighet?" I J.M. Carey (Ed.), Proc. från AIS Americas Conference on Information Systems, 16–18 augusti 1996, Phoenix, Arizona, USA (s. 829–831). Pittsburgh: Univ. från Pittsburgh, Katz Graduate School of Business, Pittsburgh, PA
- Ivanov, K., & Ciborra, C. U. (1998). East and West of IS. I W.R.J. Baets (Ed.), Proc. av den sjätte europeiska konferensen om informationssystem ECIS'98, University of Aix-Marseille III, Aix-en-Provence, 4–6 juni 1998. Vol. IV (s. 1740–1748). Granada & Aix-en-Provence: Euro-Arab Management School & Institut d'Administration des Enterprises IAE. (ISBN för fullständiga förfaranden: 84-923833-0-5.) Original lång version av uppsatsen – forskningsrapport.
- 2000. Platonic information technology. Reading Plato: Cultural influences and philosophical reflection on information and technology. Förpublicerings version av i: Proc. av ISTAS 2000, IEEE Int. Symposium on Technology and Society, 6–8 september 2000, Rom, Italien (s. 163 -168).
- 2001. "The systems approach to design, and inquiring information systems: Scandinavian experiences and proposed research program" Förpublicerings version av I: Information Systems Frontiers, 3(1), 7-18.
- 2005. Handskrift 162 - Kristo Ivanovs arkiv vid Umeå universitetsbibliotek.
- 2006. "Whither Computers and Systems?" I Janis Bubenko jr, et al. (Ed.), ICT for People: 40 Years of Academic Development in Stockholm, pp. 125–134. Dept. for Computer and Systems Sciences (DSV), Stockholm University and Royal Institute of Technology, 2006. (ISBN 13: 978-91-631-9588-4).
- 2021. Kivanov collection - digitalt arkiv med ett stort antal av Kristo Ivanovs publicerade artiklar.